# Antoine Denert
Antoine Jean Clotilde Denert (Rupelmonde, 27 mei 1946) is een Belgisch rechts-liberaal Vlaams-nationalistisch politicus voor de N-VA. Hij is van 1983-2012 burgemeester van Kruibeke geweest, en was dat van 2022 tot 2024 opnieuw.

## Biografie
Op zestienjarige leeftijd werd hij lid van Vlaamse Militanten Orde (VMO). In 1971 werd hij voor de eerste keer verkozen als VU-gemeenteraadslid in Kruibeke. Twaalf jaar later, in 1983, slaagde hij erin de absolute meerderheid van de CVP te doorbreken en werd hij de nieuwe burgemeester van de gemeente.
Hij kwam herhaaldelijk in het nieuws toen de veerdienst Hoboken - Kruibeke in de jaren tachtig mogelijk afgeschaft ging worden, bezette hij met een aantal dorpsgenoten de E17.  Een stunt die hij tien jaar later dreigde te herhalen bij de plannen op het grondgebied van de gemeente een potpolder aan te leggen.  Na de grote politiehervorming kondigde hij aan in ballingschap te gaan wonen in een andere gemeente als de gemeenten niet de nodige financiering kregen voor de kost van de hervorming.  De drollen achtergelaten door honden in de gemeente, werden gemarkeerd met paarse vlaggetjes.  In de gemeente werden verkeersremmers gecreëerd door fietsen in het asfalt in te metselen, imitaties van koeien op de weg te plaatsen of asverschuivingen te realiseren met dranghekken. Ook gemarkeerde 'knuffelzones' aan de scholen waren een idee van zijn verbeelding.
In 1993 verliet hij misnoegd de partij omdat Nelly Maes naar de senaat mocht ondanks het feit dat Denert meer voorkeurstemmen had. Bij de start van de VLD sloot hij zich daarbij aan en kandideerde vruchteloos voor een zitje in het VLD-partijbestuur. In 1994 richtte hij de lokale partij D.E.N.E.R.T. op (het letterwoord slaat op Dienstbetoon, Ervaring, Nieuw, Eerlijk, Rechtvaardig en Teder). In 1995 wou hij terugkeren naar de Volksunie, maar die hield de deur dicht. Het Vlaams Blok nodigde hem dan uit waarna hij een gesprek had met Karel Dillen. Bij de verkiezingen van 1995 stond hij op de kandidatenlijst van ouderenpartij WOW voor het Vlaams Parlement in kieskring Gent. In 1999 deed hij opnieuw voor de Volksunie mee aan de Senaatsverkiezingen, maar werd hij niet verkozen. In 2003 was Denert voor de Kamerverkiezingen lijsttrekker van de Oost-Vlaamse lijst van het Liberaal Appèl.
Gedurende maart 2009 kwam Denert in opspraak nadat de eerste schepen, Stijn Bogaert en jeugdconsulent Pepijn Hanssens, onafhankelijk van elkaar hun ontslag aanboden. Aanleiding waren de (vermeende) permanente psychologische oorlogsvoering, bruut machtsspel en loze beloftes van de burgemeester.
In maart 2011 maakte Denert bekend dat zijn partij "Groep D.E.N.E.R.T." bijna volledig overstapte naar de N-VA omdat men het flamingantische karakter in de verf wilde zetten na de goede uitslagen van het Vlaams Belang in Kruibeke. Groep D.E.N.E.R.T. bleef de legislatuur onder de huidige naam uitdoen.
Bij de gemeenteraadsverkiezingen in 2012 was Denert lijsttrekker voor de N-VA in Kruibeke. Zijn partij werd er de grootste, maar de tweede (CD&V) en derde (SamenVoorKruibeke) partij besloten samen een coalitie te vormen zonder N-VA. Denert verloor hierdoor het burgemeesterschap. Dit hadden ze ook zo voor de verkiezingen aangegeven. Denert behaalde 2169 voorkeurstemmen, maar besloot niet te gaan zetelen in de gemeenteraad doch wel dagelijks voor elke burger aanwezig te zijn in de cafetaria van het gemeentehuis. Hij kwam hierop terug en zetelde toch gewoon als leider van de oppositie.
Bij de gemeenteraadsverkiezingen van oktober 2018 kwam Denert in Kruibeke opnieuw op met een lijst D.E.N.E.R.T. De partij eindigde op de tweede plaats met bijna 24 procent van de stemmen en drie verkozenen van de partij gingen in zee met N-VA en CD&V, wat een nipte meerderheid van 13 op 25 zetels opleverde. Omdat die meerderheid te instabiel bleek en de onbestuurbaarheid van de gemeente wenkte, werden onderhandelingen opgestart om een stabiele meerderheid met N-VA, CD&V en D.E.N.E.R.T. op de been te brengen. Nadat dit lukte, werd Denert eind 2022 opnieuw burgemeester van de gemeente. Zo werd hij de laatste burgemeester van de gemeente, aangezien ze begin 2025 opging in de fusiegemeente Beveren-Kruibeke-Zwijndrecht. Als onafhankelijk lijstduwer op de N-VA-lijst werd Denert in oktober 2024 verkozen tot gemeenteraadslid in deze nieuwe gemeente.
Beroepshalve was Denert verzekeringsmakelaar.